# Brad Leighton
Pas d'image ? Cliquez ici
Brad Leighton est un ancien pilote automobile de NASCAR né le 12 juin 1962 à Center Harbor, New Hampshire, aux États-Unis. 

## Carrière
Il a évolué pendant cinq années en Busch Series (actuellement l'Xfinity Series), la seconde division de la NASCAR.
Leighton fait ses débuts au New Hampshire International Speedway en mai 1997, pilotant la voiture Chevrolet no 5 de l'équipe de Terry Labonte. Il débute la course en 30e position et ne parvient à se hisser à la 27e place qu'en fin de course grâce à un accident. Néanmoins, il parvient à mener la course pendant un tour, performance impressionnante lors d'une première course.
En 1999, Leighton débute quatre courses toutes au sein de l'équipe BACE Motorsports. En début de saison, malgré la fatigue, il termine 34e au Nazareth Speedway. Il finit dernier au Watkins Glen à cause d'un problème de transmission, 37e à Milwaukee et 36e à l'Indianapolis Raceway Park (en). Milwaukee a été la seule course qu'il a terminée en 1999. C'est aussi à cette course qu'il aura obtenu sa meilleure place de départ, la 23e.
Ces résultats assez peu convaincants font qu'il ne reçoit pas de volant pour la saison 2000 en Busch Series. Il n'y reviendra plus mais il aura cependant une carrière productive en Busch North Series (aujourd'hui connue sous le nom K&N Pro Series East (en)) où il remportera les championnats 1999 et 2000,.
En Busch North Series, il comptabilisera 5 pole positions, 24 victoires, 74 top 5 et 103 top 10 en 164 départs entre 1995 et 2009.
Il a aussi été le dernier champion de la série ACT Pro Stock Tour en 1995. Dans cette compétition, il a accumulé 10 victoires, 37 top 5 et 61 top 10 en 98 départs entre 1991 et 1995. 
Il faut ajouter à son palmarès trois victoires, 9 top 5 et 11 top 10 en 20 départs en ACT Late Model Tour en 2007 et 2011.